# 인천과학고등학교
인천과학고등학교(仁川科學高等學校)는 대한민국 인천광역시 중구 운서동에 있는 공립 과학고등학교이다.

## 학교 연혁
- 1993년 8월 19일 : 인천과학고등학교 신설에 관한 조례 공포
- 1994년 3월 1일 : 초대 김인철 교장 취임
- 1994년 3월 3일 : 인천과학고등학교 개교(제1기 입학식:2학급 60명), 인천시 배다리 율목동의 중앙초등학교(현 인천정보산업고등학교 자리) 부속건물(남부교육청 과학교육자료실)에서 학사업무 개시
- 1994년 9월 26일 : 중구 운서동 신축교사로 이전(인천광역시 중구 운서동 산 30번지)
- 1995년 3월 1일 : 교육부지정 과학영재교육 연구학교 지정
- 1996년 2월 13일 : 제1기 수료식(32명)
- 1997년 2월 14일 : 제1기 졸업식(28명) 및 제2기 수료식(30명) (졸업생 누계 28명, 수료생 누계 62명 총 누계 90명)
- 1997년 9월 1일 : 인터넷 전산망(전용선) 구축
- 2002년 3월 1일 : 자율학교 지정(3.1-2.28, 3년)
- 2003년 10월 24일 : 전자도서실 증축
- 2004년 8월 15일 : 개교 10주년 기념식 및 `인천과학고 10년사` 발간
- 2006년 12월 2일 : 본관 4층 면학실 증축
- 2009년 11월 24일 : 신축기숙사 청명관 개관 및 생태공원 조성
- 2023년 3월 2일 : 제30기 입학식(4학급 82명)
- 2023년 9월 1일 : 제8대 정두원 교장 취임
- 2024년 2월 6일 : 제28기 졸업식(49명) 제29기 조기졸업식(30명) 졸업생 누계 821명, 조기졸업생 누계 1,381명, 총 누계 2,202명

## 설치 학과
- 과학과

## 참고 자료
- 인천과학고등학교 - 한국교육학술정보원 학교알리미